# Cúp Hòa bình Philippines 2012
Cúp Hoà bình Philippines 2012 lần đầu được diễn ra, là giải bóng đá quốc tế tứ hùng được tổ chức bởi Liên đoàn bóng đá Philippines (PFF). Giải được dự kiến tổ chức từ 12–16 tháng 10 nhưng PFF đã tổ chức giải sớm hơn dự kiến từ 25–29 tháng 9 để tạo điều kiện cho đội bóng địa phương Loyola Meralco Sparks tham dự Cúp Singapore 2012.
Giải đấu lẽ ra là Long Teng Cup hàng năm lần ba, tuy nhiên, các nhà tổ chức, Liên đoàn bóng đá Trung Hoa Đài Bắc (CTFA), muốn tổ chức giải 2012 và đề nghị PFF làm chủ nhà. Sau đó PFF đổi tên giải thành Paulino Alcántara Cup, theo tên của cầu thủ bóng đá huyền thoại người Tây Ban Nha sinh ra tại Philippines người chơi cho Barcelona. Giải một lần nữa được đổi tên thành Cúp Hoà bình Paulino Alcántara và cuối cùng giải mang tên Cúp Hoà bình Philippine do Ủy ban Thể thao Philippine cơ quan quản lý Sân vận động Rizal Memorial nơi diễn ra giải đấu, có một quy tắc không tổ chức sự kiện mang tên cá nhân. Tháng Chín cũng là tháng hoà bình tại Philippines và giải đấu chứng kiến sự tham gia của Văn phòng Cố vấn Tổng thống về tiến trình hoà bình của đất nước.

## Đội tham gia
Giải đấu được xem như là Long Teng Cup lần thứ ba.
Có 4 đội tuyển tham gia là:	
- Đài Bắc Trung Hoa
- Guam
- Ma Cao
- Philippines

## Sân vận động
| Manila                        | Vùng đô thị Manila                                             |
| ----------------------------- | -------------------------------------------------------------- |
| Sân vận động tưởng niệm Rizal | Sân vận động RizalCúp Hòa bình Philippines 2012 (Metro Manila) |
| Sức chứa: 30.000              | Sân vận động RizalCúp Hòa bình Philippines 2012 (Metro Manila) |
|                               | Sân vận động RizalCúp Hòa bình Philippines 2012 (Metro Manila) |

## Kết quả
| Màu sử dụng trong vòng bảng | Màu sử dụng trong vòng bảng    |
| --------------------------- | ------------------------------ |
|                             | Đội giành chiến thắng giải đấu |

Thời gian thi đấu tính theo giờ địa phương UTC+8.
| Đội               | Trận | Thắng | Hoà | Thua | BT | BB | HS | Điểm |
| ----------------- | ---- | ----- | --- | ---- | -- | -- | -- | ---- |
| Philippines       | 3    | 3     | 0   | 0    | 9  | 1  | +8 | 9    |
| Đài Bắc Trung Hoa | 3    | 1     | 1   | 1    | 5  | 5  | 0  | 4    |
| Guam              | 3    | 1     | 0   | 2    | 3  | 3  | 0  | 3    |
| Ma Cao            | 3    | 0     | 1   | 2    | 2  | 10 | −8 | 1    |

| Đài Bắc Trung Hoa                           | 2 – 2    | Ma Cao                            |
| ------------------------------------------- | -------- | --------------------------------- |
| Lo Chih-en 48' · Yang Chao-hsun 89' (ph.đ.) | Chi tiết | R. Torrão 45' · Chan Kin Seng 57' |

| Philippines  | 1 – 0    | Guam |
| ------------ | -------- | ---- |
| Reichelt 81' | Chi tiết |      |

| Đài Bắc Trung Hoa                       | 2 – 0    | Guam |
| --------------------------------------- | -------- | ---- |
| Lo Chih-an 11' · S. Guerrero 45' (l.n.) | Chi tiết |      |

| Philippines                                      | 5 – 0    | Ma Cao |
| ------------------------------------------------ | -------- | ------ |
| Wolf 22', 45', 64' · De Murga 49' · Reichelt 69' | Chi tiết |        |

| Ma Cao | 0 – 3    | Guam                        |
| ------ | -------- | --------------------------- |
|        | Chi tiết | Lopez 45', 55' · Naputi 90' |

| Philippines                             | 3 – 1    | Đài Bắc Trung Hoa |
| --------------------------------------- | -------- | ----------------- |
| Wolf 10' · Caligdong 34' · Porteria 43' | Chi tiết | Chang Han 51'     |

## Giải thưởng
| Vô địch Cúp Hoà bình Philippine 2012 |
| ------------------------------------ |
| · Philippines · Lần Lần đầu          |

| Thủ môn xuất sắc nhất | Hậu vệ xuất sắc nhất | Tiền vệ xuất sắc nhất |
| --------------------- | -------------------- | --------------------- |
| Eduard Sacapaño       | Jeffrey Christiaens  | Matthew Uy            |
| Cầu thủ xuất sắc nhất | Chiếc giày vàng      | Giải Fair Play        |
| Denis Wolf            | Denis Wolf           | Philippines           |

## Cầu thủ ghi bàn
4 bàn
- Denis Wolf

2 bàn
- Marcus Lopez
- Patrick Reichelt

1 bàn
| - Chang Han - Lo Chih-an - Lo Chih-en - Yang Chao-hsun | - Dylan Naputi - Chan Kin Seng - Ricardo Torrão - Emelio Caligdong | - Carli de Murga - OJ Porteria |

1 bàn phản lưới
- Scott Leone Guerrero (trận gặp Trung Hoa Đài Bắc)